# Leiothrix (planta)

## Descrição
Leiothrix  Ruhland é um género botânico pertencente à família Eriocaulaceae.
O gênero Leiothrix é um gênero neotropical com cerca de 49 espécies descritas. É restrito a América do Sul . Exceto por L. flavescens (Bong.) Ruhland, que ocorre no Brasil, Venezuela, Guiana e Peru, e L. celiae Moldenke, que é restrita à Venezuela, as demais espécies são endêmicas de pequenas áreas montanhosas, ocorrendo nos campos rupestres dos estados brasileiros de Minas Gerais e Bahia.

## Principais espécies
| - Leiothrix. angustifolia - Leiothrix crassifolia - Leiothrix curvifolia - Leiothrix. distichoclada - Leiothrix flavescens - Leiothrix fluitans | - Leiothrix gomesii - Leiothrix hirsuta - Leiothrix restinguensis - Leiothrix rufula - Leiothrix spiralis - Leiothrix vivipara |

- «PPP-Index Lista completa»